# Vonta Leach
Terzell Vonta Leach (Lumberton, 6 novembre 1981) è un giocatore di football americano statunitense che gioca nel ruolo di fullback nella National Football League (NFL) e dal 2014 è free agent. Al college giocò a football alla East Carolina University.

## Carriera professionistica

### Green Bay Packers
Al draft NFL 2004 Leach non venne selezionato ma successivamente firmò coi Packers. Debuttò nella NFL il 29 novembre 2004 contro i St. Louis Rams. Il 13 settembre 2006 fu svincolato.

### New Orleans Saints
Il 14 settembre 2006 firma con i Saints, ma non trova spazio e viene svincolato.

### Houston Texans
Il 9 ottobre 2006, Leach firmò con gli Houston Texans un contratto annuale.
Il 19 marzo 2007 da restricted free agent i Texans pareggiano l'offerta proponendogli un contratto di 4 anni per un totale di 8 milioni di dollari.
Nella stagione 2010 Leach si mise in luce, ottenendo la prima convocazione per il Pro Bowl in carriera.

### Baltimore Ravens
Terminato il contratto con i Texans, il 31 luglio 2011 Leach firmò un contratto di 3 anni per un totale di 11 milioni di dollari coi Baltimore Ravens, rendendolo il fullback più pagato della NFL. Al termine della prima annata coi Ravens fu convocato per il secondo Pro Bowl consecutivo e votato al 45º posto nella NFL Top 100, l'annuale classifica dei migliori cento giocatori della stagione.
Il 26 dicembre 2012, Leach fu convocato per il terzo Pro Bowl in carriera e per il terzo anno consecutivo fu inserito nel First-team All-Pro. Il 3 febbraio 2013, Leach partì come titolare nel Super Bowl XLVII contribuendo alla vittoria dei Ravens sui San Francisco 49ers per 34-31, laureandosi per la prima volta campione NFL.
Il 10 giugno 2013, Leach annunciò tramite il suo account su Twitter di essere stato svincolato dai Ravens dopo che le parti non erano riuscite a raggiungere un accordo per la ristrutturazione del contratto del giocatore. Il 29 luglio 2013 rifirmò coi Ravens. Nella prima gara della stagione 2013, Leach segnò un touchdown su ricezione, ma i Ravens furono sconfitti nettamente dai Broncos.
Il 27 febbraio 2014, i Ravens svincolarono Leach.

## Palmarès

### Franchigia
- Super Bowl : 1

Baltimore Ravens: Super Bowl XLVII
- American Football Conference Championship: 1

Baltimore Ravens: 2012

### Individuale
- Convocazioni al Pro Bowl: 3

2010, 2011, 2012
- First-team All-Pro: 3

2010, 2011, 2012

## Statistiche
| Partite totali         | 146 |
| Partite da titolare    | 79  |
| Yard su corsa          | 93  |
| Touchdown su corsa     | 3   |
| Yard su ricezione      | 796 |
| Touchdown su ricezione | 5   |

Statistiche aggiornate alla stagione 2013